# ماساهیرو نوناکا
ماساهیرو نوناکا (انگلیسی: Masahiro Nonaka؛ زادهٔ ۱۵ اکتبر ۱۹۶۸) خواننده، و صداپیشگی در ژاپن اهل ژاپن است.